# 王旗镇
王旗镇，是中华人民共和国甘肃省甘南藏族自治州临潭县下辖的一个乡镇级行政单位。
2015年，甘肃省民政厅批复同意撤销王旗乡，设立王旗镇。

## 行政区划
王旗镇下辖以下地区：
唐旗村、马旗村、韩旗村、王旗村、中寨村、磨沟村、立新村、陈庄村、陈旗村、大沟门村、王家坟村、巴杰村、龙元山村、草场门村和上沟门村。